# Parafia Bożego Ciała w Buffalo
Parafia Bożego Ciała w Buffalo (ang. Corpus Christi Parish) – parafia rzymskokatolicka położona we wschodniej części Buffalo, w stanie Nowy Jork, Stany Zjednoczone.
Jest ona wieloetniczną parafią w diecezji Buffalo, z mszą św. w j. polskim dla polskich imigrantów.
Ustanowiona w 1898 roku i dedykowana Bożemu Ciału.